# Parque Nacional Purnululu
O Parque Nacional Purnululu é um Património Mundial na Austrália, 2054 km a nordeste de Perth. O parque ocupa 239.723 ha da Austrália Ocidental. Nele está contida a cordilheira de Bungle Bungle, composta por quartzo da época devoniana, erodido durante um periodo de 20 milhões de anos.

## Galeria

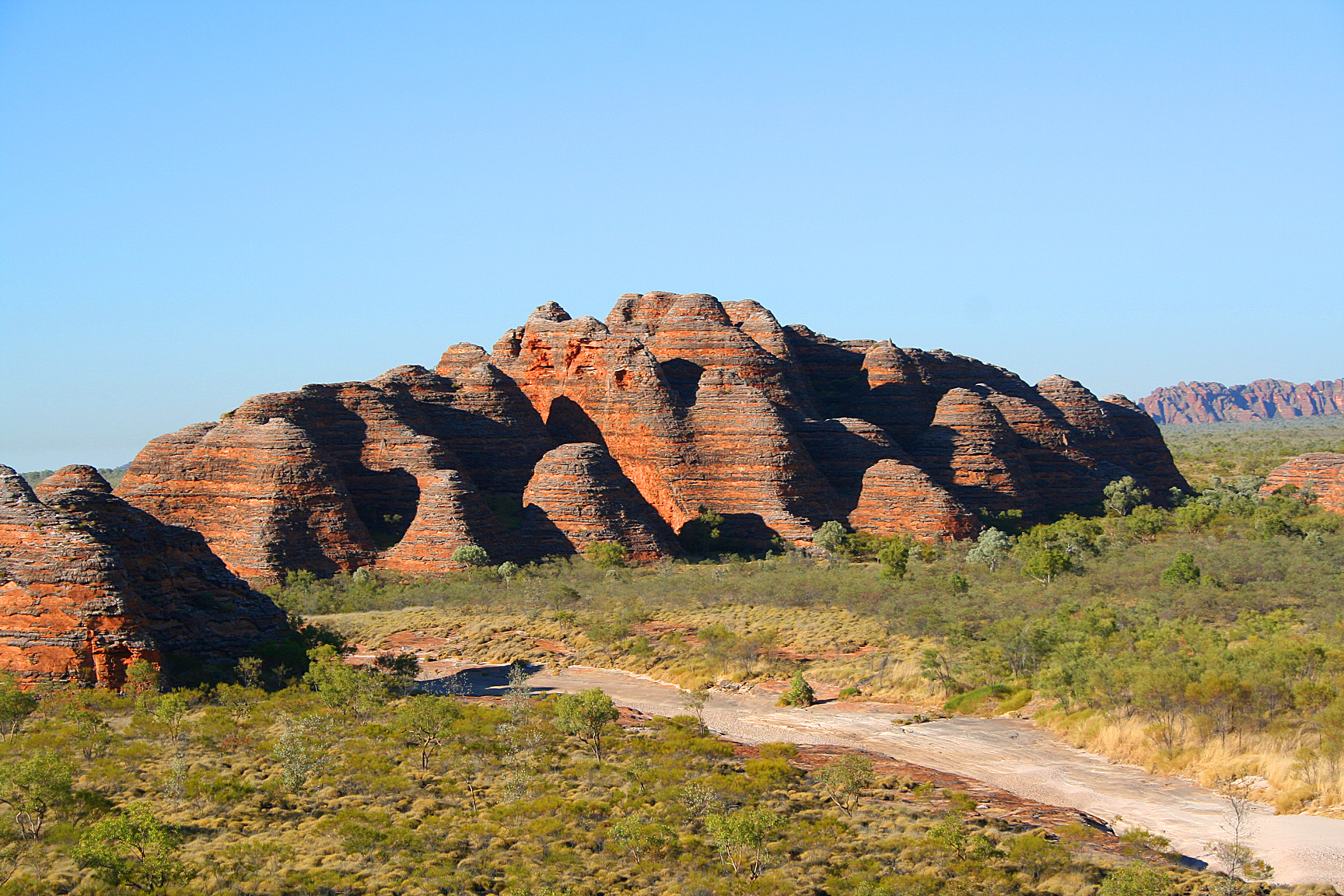
Cordilheira de Bungle Bungle vista de um helicóptero